# Torre del Reloj de Podgorica
La Torre del Reloj de Podgorica (en montenegrino: Сахат кула) se encuentra en la plaza Bećir Beg Osmanagić, en el sector de Stara Varos en la ciudad de Podgorica, la capital del país europeo de Montenegro. Es uno de los pocos monumentos otomanos que sobrevivieron al bombardeo de Podgorica en la Segunda Guerra Mundial. Sahat Kula fue construido en 1667, por Adzi-paša Osmanagic, un prominente ciudadano de Podgorica.  De acuerdo con la leyenda, el reloj fue traído de Italia.